# Bieke Depoorter
Bieke Depoorter (Courtrai, 1986) è una fotografa belga, membro dell'agenzia Magnum Photos.

## Vita e Opere
Bieke Depoorter nasce a Courtrai, in Belgio, nel 1986. Nel 2009 si laurea in Fotografia presso la Royal Academy of Fine Arts di Gand.
A 25 anni entra a far parte dell'agenzia Magnum Photos.
I suoi primi approcci alla fotografia a colori sono caratterizzati dall'abilità di catturare momenti privati e fragili di persone che incontra e da cui si fa ospitare.
Il risultato di questo approccio è contenuto nel libro Ou Menya. In questa serie, l'artista viaggia attraverso la Russia per tre mesi, guidata dal percorso della Ferrovia Transiberiana. Grazie a questo lavoro Bieke Depoorter vince il Magnum Expression Award nel 2009.
Dopo il lavoro svolto in Russia, la fotografa realizza una serie simile negli Stati Uniti. Facendosi invitare a casa della gente che incontra lungo il cammino, cattura i momenti che precedono la fine di una giornata. Le foto sono state raccolte e pubblicate nel libro I Am About to Call it a Day.
Nel 2018 viene pubblicato il libro As It May Be, una raccolta di fotografie che documentano la rivoluzione egiziana del 2011. Per questo lavoro la fotografa chiede agli abitanti fotografati di scrivere dei commenti direttamente sugli scatti.